# Адрессеавісен

## Історія і профіль

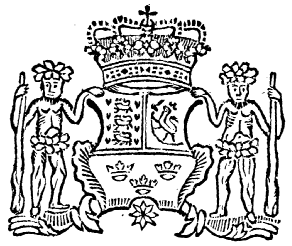
The Герб Норвегії на першій строрінці першого випуску 3 липня 1767.

Уперше газета була опублікована 3 липня 1767 як Kongelig allene privilegerede Trondheims Adresse-Contoirs Efterretninger, це робить її найдавнішою норвезькою газетою.0 Вона була заснована як класична рекламна газета. Назва газети змінювалась декілька разів сьогоднішня назва походить із 1927 року. На місцях чи регіонально її часто називають Adressa. Головне видавництво газети розміщено в Тронгейм. що розташований біля гирла річки Нідельви.
Мартінус Лінд Ніссег (1744—1795) був засновником та першим головним редактором Adresseavisen.Після його смерті справу перейняв і далі успішно розвивав Матіас Конрад Петерсон, який дотримувався позитивних поглядів на французьку революцію та був одним з найрадикальніших журналістів у Норвегії. Редактори після них, зазвичай, були більш консервативними. У часи Петерсона газета була перейменована у Trondhjemske Tidender (приблизно  Час Тронгейму) це також позначилося на самій газеті яка стала більш модерною та сучасною. Коли у газету приходили нові власники, вони називали її під свій манер, наприклад Trondhjems Adresseavis в 1890.Перша фотографія була опублікована у 1893 році. Впродовж 1920 газета була на грані банкрутства, але її зберіг новий редактор Гарольд Г'ю Торп, який займав свій пост аж до 1969.
Adresseavisen вважає себе консервативною газетою і є частиною Adresseavisen Media Group що також володіють парою інших малих газет. а також деякими радіо та іншими видами медіа, Radio-Adressa, і місцевою телебаченням, TV-Adressa (куплений у 2006: назва- TVTrøndelag). Головними виданнями є Fosna-Folket, Hitra-Frøya, Levanger-Avisa, Sør-Trøndelag, Trønderbladet та Verdalingen. As of 2006 Schibsted і мала частка (31.7 %). Акція Adresseavisen виставлені на фондовій біржі.
Adressavisen стала першою норвезькою газетою яка впровадила комп'ютерні технології 1967. Її сайт був запущений у 1996. Ґунар Флікер був головним редактором з 1989 to 2006. Adresseavisen основними форматими є брошура й таблоїд

## Тираж
Тираж Adresseavisen був 87,000 копій у 2003 році, 79,789 у 2007 і 61,086 у 2014.
Онлайн версія Adressa.no має приблизно 155,000 щоденних відвідувачів. 2015.